# Tetrapedia maura
Tetrapedia maura är en biart som beskrevs av Cresson 1878. Tetrapedia maura ingår i släktet Tetrapedia och familjen långtungebin. Inga underarter finns listade i Catalogue of Life.